# Liphistius thaleri
Espèce
Liphistius thaleri est une espèce d'araignées mésothèles de la famille des Liphistiidae.

## Distribution
Cette espèce est endémique de la province de Trang en Thaïlande. Elle se rencontre sur Ko Libong.

## Description
Le mâle holotype mesure 13,9 mm et la femelle paratype 16,5 mm

## Étymologie
Cette espèce est nommée en l'honneur de Konrad Thaler.

## Publication originale
- Schwendinger, 2009 : Liphistius thaleri, a new mesothelid spider species from southern Thailand (Araneae: Liphistiidae). Contributions to Natural History, vol. 12, p. 1253-1268 (texte intégral).